# Pagaran Tonga (Panyabungan)
Pagaran Tonga is een bestuurslaag in het regentschap Mandailing Natal van de provincie Noord-Sumatra, Indonesië. Pagaran Tonga telt 646 inwoners (volkstelling 2010).